# Alcis lobbichleri
Alcis lobbichleri är en fjärilsart som beskrevs av Fletcher 1961. Alcis lobbichleri ingår i släktet Alcis och familjen mätare. Inga underarter finns listade i Catalogue of Life.